# Augustinus Fink
Augustinus I. Fink, Taufname Simon Eusebius Finckh (* 3. November 1651 in Wolfach; † 29. November 1720 in St. Blasien), war ein deutscher Geistlicher und Abt des Klosters St. Blasien im Schwarzwald vom 19. November 1695 bis Oktober 1720.

## Leben
Er studierte von 1670 bis 1674 am Germanikum und war maßgeblich am Wiederaufbau der Propstei Berau und des Klosters Berau beteiligt.
Zweimal, 1702 und 1713, musste er sich während seiner Amtszeit als Abt in die Propstei Wislikofen in Sicherheit bringen. Sein Prälat sah sich 1713 gezwungen, für die belagerte Stadt Freiburg im Breisgau bei General Claude-Louis-Hector de Villars um Schonung zu bitten.
Das Neue Münster ließ Augustinus Fink von Francesco Antonio Giorgioli ausmalen. Für den Turmbau versuchte er, Steinquader der Burg Roggenbach abtragen zu lassen. Dies gelang jedoch nicht, da sich der Mörtel als zu fest erwies und die Quader eher barsten als sich lösten. In das Neue Münster kam eine Orgel von Joseph Schid aus Laufenburg sowie ein neues intarsiertes Chorgestühl, gefertigt von Konversen. 1717 wurde eine Hammerschmiede mit einem Wasserkanal, 1720 eine Nagelschmiede errichtet. Bereits 1699 wurde eine gut ausgestattete Apotheke und ein Laboratorium angelegt.

## Wappen
Eine rote Lilie auf Goldgrund auf einem grünen Dreiberg, darüber ein auffliegender Fink.